# Amilcare Malagola
Amilcare Malagola (* 24. Dezember 1840 in Modena, Italien; † 22. Juni 1895 in Fermo) war ein italienischer Geistlicher und römisch-katholischer Erzbischof von Fermo und Kardinal.

## Werdegang
Amilcare Malagola empfing die Priesterweihe am 19. Dezember 1863.
Am 26. Juni 1876 wurde er von Papst Pius IX. zum Bischof von Ascoli Piceno ernannt. Die Bischofsweihe spendete ihm der Erzbischof von Fermo, Kardinal Filippo de Angelis, am 9. Juli 1876; Mitkonsekratoren waren Francesco Alessandrini, Bischof von Ripatransone, und Francesco Saverio Grassi Fonseca, Weihbischof in Fermo. Am 21. September 1877 wurde er zum Erzbischof von Fermo ernannt. Papst Leo XIII. nahm ihn am 16. Januar 1893 als Kardinalpriester mit der Titelkirche Santa Balbina in Rom in das Kardinalskollegium auf.
Er starb mit 54 Jahren im Amt.